# Rajd Warszawski 1976
14. Międzynarodowy Rajd Warszawski "Polskiego Fiata" – 14. edycja Rajdu Warszawskiego. Był to rajd samochodowy rozgrywany od 5 do 7 listopada 1976 roku. Była to czwarta runda Rajdowych Samochodowych Mistrzostw Polski w roku 1976 oraz trzydziesta piąta runda Rajdowych Mistrzostw Europy w roku 1976 (o najniższym współczynniku - 1). Rajd składał się z trzydziestu odcinków specjalnych i z trzech prób wyścigowych. Został rozegrany na nawierzchni asfaltowej. Zwycięzcą rajdu został Tomasz Ciecierzyński.

## Klasyfikacje rajdu
| Miejsce                        | Kierowca                     | Pilot                        | Samochód                          | Czas                         | Strata                       | Grupa Klasa                  |
| Klasyfikacja generalna i ERC   | Klasyfikacja generalna i ERC | Klasyfikacja generalna i ERC | Klasyfikacja generalna i ERC      | Klasyfikacja generalna i ERC | Klasyfikacja generalna i ERC | Klasyfikacja generalna i ERC |
| ------------------------------ | ---------------------------- | ---------------------------- | --------------------------------- | ---------------------------- | ---------------------------- | ---------------------------- |
| 1                              | Tomasz Ciecierzyński         | Jacek Różański               | Polski Fiat 125p 1600 Monte Carlo | 2:45:18                      | -                            | IV                           |
| 2                              | Jerzy Landsberg              | Marek Muszyński              | Renault 5 TS                      | 2:46:20                      | +1:01                        | II/1-7                       |
| 3                              | Marian Bień                  | Janina Jedynakowa            | Polski Fiat 125p 1600 Monte Carlo | 2:55:05                      | +9:47                        | IV                           |
| 4                              | Lelio Lattari                | Jan Borowski                 | BMW 2002 Turbo                    | 2:55:45                      | +10:27                       | II/9-15                      |
| 5                              | Włodzimierz Groblewski       | Januariusz Czerwoniec        | Polski Fiat 125p 1600             | 3:01:35                      | +16:16                       | IV                           |
| 6                              | Henryk Ziemski               | Henryk Mieczaniec            | BMW 2002 Ti                       | 3:01:49                      | +16:30                       | II/9-15                      |
| 7                              | Marek Varisella              | Stanisław Brzozowski         | Polski Fiat 125p 1500             | 3:02:28                      | +17:09                       | I/8                          |
| 8                              | Adam Masłowiec               | Andrzej Białowąs             | Polski Fiat 125p 1500             | 3:02:39                      | +17:21                       | I/8                          |
| 9                              | Rolf Petersen                | Andre Bockelmann             | Polski Fiat 125p 1500             | 2:27:44                      | +12:03                       | I/8                          |
| 10                             | Bogdan Wozowicz              | Witold Wozowicz              | Polski Fiat 125p 1500             | 3:04:21                      | +19:02                       | II/8                         |
| 11                             | Tadeusz Dębowski             | Krzysztof Szaykowski         | Renault 5 Alpine                  | 3:04:38                      | +19:19                       | II/8                         |
| Klasyfikacja mistrzostw Polski |                              |                              |                                   |                              |                              |                              |
| 1                              | Tomasz Ciecierzyński         | Jacek Różański               | Polski Fiat 125p 1600 Monte Carlo | 2:45:18                      | -                            | IV                           |
| 2                              | Jerzy Landsberg              | Marek Muszyński              | Renault 5 TS                      | 2:46:20                      | +1:01                        | II/1-7                       |
| 3                              | Marian Bień                  | Janina Jedynakowa            | Polski Fiat 125p 1600 Monte Carlo | 2:55:05                      | +9:47                        | IV                           |
| 4                              | Lelio Lattari                | Jan Borowski                 | BMW 2002 Turbo                    | 2:55:45                      | +10:27                       | II/9-15                      |
| 5                              | Włodzimierz Groblewski       | Januariusz Czerwoniec        | Polski Fiat 125p 1600             | 3:01:35                      | +16:16                       | IV                           |
| 6                              | Henryk Ziemski               | Henryk Mieczaniec            | BMW 2002 Ti                       | 3:01:49                      | +16:30                       | II/9-15                      |
| 7                              | Marek Varisella              | Stanisław Brzozowski         | Polski Fiat 125p 1500             | 3:02:28                      | +17:09                       | I/8                          |
| 8                              | Adam Masłowiec               | Andrzej Białowąs             | Polski Fiat 125p 1500             | 3:02:39                      | +17:21                       | I/8                          |
| 9                              | Bogdan Wozowicz              | Witold Wozowicz              | Polski Fiat 125p 1500             | 3:04:21                      | +19:02                       | II/8                         |
| 10                             | Tadeusz Dębowski             | Krzysztof Szaykowski         | Renault 5 Alpine                  | 3:04:38                      | +19:19                       | II/8                         |

1. ↑  Nieliczony w klasyfikacji RSMP